# Gli amori di una bionda
Gli amori di una bionda (Lásky jedné plavovlásky) è un film del 1965 diretto da Miloš Forman.
Apprezzato dalla critica, fu candidato all'Oscar al miglior film straniero, al Leone d'oro e ai Golden Globe, ma non ottenne nessuno dei tre riconoscimenti.

## Trama
Cecoslovacchia: in una fabbrica di calzature le maestranze sono costituite in maggioranza da donne di giovane età. Le occasioni per riuscire ad intrecciare delle relazioni sentimentali sono molto poche e le ragazze possono solo immaginare storie d'amore. In questa situazione vive, tra le altre, Andula, la bionda protagonista. Di tale disagio si accorge anche il proprietario della fabbrica che tentando di risolvere la questione chiede alle autorità che un reggimento di militari venga inviato nel paese. Purtroppo i militari sono di mezza età e per lo più sposati e quindi disponibili solo per delle brevi e fuggevoli avventure. Durante una festa organizzata, Andula conosce il pianista Milda e si lascia sedurre dall'uomo. I modi gentili di Milda la illudono di aver coronato il suo sogno d'amore. Quando l'uomo rientra a Praga, Andula lo segue, ma trova solo ostilità, sia da parte dei  genitori, sia da parte dell'uomo stesso. La meschinità e la banalità dell'uomo di cui si era innamorata le aprono gli occhi. Andula ritorna così al lavoro, dove però non racconta alle colleghe la realtà del suo viaggio. Ha comunque capito che l'amore nella vita reale è cosa ben più impegnativa di quanto lo sia nei sogni di una giovane donna.

## Riconoscimenti
- Candidatura all'Oscar al miglior film straniero